# Cinefília
Cinefília és el terme que s'utilitza per referir-se a l'interès profund pel cinema, així com per la teoria i crítica cinematogràfica. Es tracta d'un acrònim de la paraula cinema i filia, una de les quatre antigues paraules gregues per referir-se a l'amor.
A qui experimenta cinefília se'n diu cinèfil, ja sigui per mera afició o passatemps o per ser un expert analitzador i crític de films. En l'idioma anglès, de vegades s'intercanvia per la paraula francesa cinéaste; encara que en el francès original el terme es refereix a un cinèfil que també és un cineasta.

## Definició
A la ressenya d'un llibre sobre la història de la cinefília, Mas Genesis escriu: la Cinefília, malgrat el seu significat etimològic evident, amor pel cinema, és un terme que es resisteix a una perspectiva completa i compartida. Generis també inclou una cita de l'estudiosa de cinema d'Annette Michelson, que afirma que no hi ha aital cosa com la cinefília, sinó més aviat hi ha formes i períodes de cinefília. Segons descriuen n'Antoine de Baecque i en Thierry Fremaux, l'essència definitiva de la cinefília és una cultura del rebutjat que prefereix trobar coherència intel·lectual on res no és evident i elogiar allò que està fora del comú ia la minoria.

## Història
Des del començament del cinema mut que han aparegut cineclubs i publicacions en què la gent que sentia passió pel cinema podia parlar dels seus interessos i veure treballs escassos i més antics. Al començament del cinema sonor hi havia cada vegada més gent interessada que volia veure pel·lícules més antigues. Aquests van portar a la fundació d'organitzacions com la Cinémathèque Française, el primer arxiu important que es dedicava a la conservació de les pel·lícules.

### La cinefília francesa a la postguerra
La comunitat cinèfila que es va desenvolupar a París durant les dècades següents a la Segona Guerra Mundial va ser potser la més important del segle xx. Tant la influència de les pel·lícules estrangeres que es van amagar durant l'Ocupació com la projecció de programes dels cineclubs locals i la Cinémathèque Française van generar interessos al cinema internacional dins de la cultura juvenil intel·lectual de la ciutat. En general, els cinèfils del període implanten un model per a futurs col·lectius amb idees afins a través de l'entusiasme per pel·lícules antigues i contemporànies.
Així, cineclubs amb gran influència de l'època incloïen Objectif 49, del qual van formar part els membres Robert Bresson i Jean Cocteau i el Ciné-Club du Quartier Latin (el cineclub de Latin Quarter). La revista Revue du Cinéma, que era publicada pels membres dels dos clubs, es va convertir en la després influent Cahiers du Cinéma, amb Antoine de Baecque com a redactor en cap i amb edicions en diversos idiomes.
Molts dels espectadors de les projeccions es van convertir en crítics de cinema i cineastes, i aquest fet va ser l'origen del nou moviment francès conegut com a Nouvelle Vague. Molts d'ells van tenir regularitat, com André Bazin, François Truffaut, Jacques Doniol-Valcroze, Claude Chabrol, Jean-Luc Godard, Alexandre Astruc, Jacques Rivette i Luc Moullet, entre d'altres. Alguns, sobretot Truffaut, van mantenir els llaços amb la comunitat després d'haver aconseguit la fama.
La comunitat va fomentar l'interès en aquells directors i pel·lícules que s'havien oblidat, rebutjat o simplement romanien desapercebudes a l'Oest, i va ser així com va sorgir la teoria d'autor. Els directors, que eren els cinèfils francesos de l'època, eren FW Murnau, Robert Flaherty, Sergei Eisenstein, Jean Renoir, Jean Vigo, Orson Welles, Anthony Mann, Louis Feuillade, DW Griffith, els germans Lumière, i Georges Méliès.
Segons Baecque, la cinefília que llegeix revistes és una forma nova de veure el cinema, que va sorgir amb força entre el 1944 i el 1968. La cinefília és una cultura diferent de la clàssica, que marca una tendència particular al segle passat, especialment després de la segona guerra mundial. En aquesta cultura hi ha lloc tant per a la negació prosoviètica del cinema nord-americà com per al seu redescobriment entusiasta per part de la Nouvelle Vague, així com per a l’auge dels cinema clubs, molt importants a tot Europa.

### El cinema als anys 60 i 70

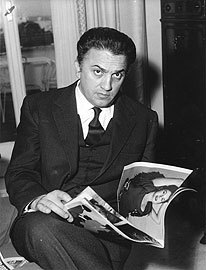
El director italià Federico Fellini, un personatge públic que va estar de moda durant els anys 60 i 70, devia part de la seva popularitat al suport dels crítics de cinema ia la distribució de pel·lícules estrangeres per tal d'adaptar-se a un públic cada cop més sofisticat.

Amb l'èxit popular de la Nouvelle Vague, el cinema es va posar de moda a Europa ia Amèrica. El renéixer de les projeccions i la posada en marxa de cinemes independents especialitzats en pel·lícules estrangeres es va fer cada cop més comú. Als Estats Units, se solia tenir la ciutat de Nova York com el gran centre de la cultura cinèfila. Això era degut a la gran varietat de pel·lícules que estaven disponibles per veure en qualsevol moment.
També va ajudar al desenvolupament d'aquesta cultura la popularitat que hi havia a Amèrica de figures com Pauline Kael, Andre Sarrinsand i Susan Sontag. Certs escriptors i crítics, inclosa Sontag, considerarien això més endavant com l'edat d'or del cinema als Estats Units. Directors com Ingmar Bergman, Akira Kurosawa, Michelangelo Antonioni i Federico Fellini van gaudir de força popularitat als Estats Units, i van influenciar la jove generació d'entusiastes del cinema els quals es convertirien en el Nou Hollywood, entre els quals s'inclouen Martin Scorsese, Peter Bogdanovich, Francis Ford Coppola i Woody Allen. A causa del creixement de l'interès del públic en pel·lícules provinents d'altres països, alguns distribuïdors especialitzats com Janus Films i New Yorker Films van començar a importar ia subtitular pel·lícules estrangeres.
A la mateixa època, les societats universitàries de cinema als Estats Units van augmentar. Algunes (com Doc Films a la Universitat de Chicago) ja existien des dels anys 30, però va ser als 60 quan els directors de diferents generacions van visitar sovint els campus universitaris, tant per repassar les seves pel·lícules velles com per comentar les noves.
Alhora, la cultura cinèfila de París es va anar polititzant cada vegada més. Els crítics, i per extensió els cinèfils que seguien la seva feina, van començar a emfatitzar els aspectes polítics de les pel·lícules i dels directors. Tot i que moltes de les grans figures de la comunitat de la postguerra s'han associat inicialment amb la política de dretes, incloent-hi la majoria del grup Cahiers du Cinéma, a finals dels anys 60, Cahiers i el públic jove de cinèfils en general, s'havien unit a diversos corrents de l'esquerra, amb algunes figures com Jean-Luc Godard, afiliat al maoisme. En aquest clima tan polititzat, el cinema sovint s'associava directament amb el marxisme. Molts membres d'aquesta nova generació de cinèfils es convertirien en crítics i directors, incloent Serge Daney, Philippe Garrel i Andre Techine.
Tot i que en aquell moment la majoria dels grans festivals de cinema del món ja existien des de feia dècades (inclòs el Festival Internacional de Cinema de Berlín, el Festival de Cannes o el Festival de Venècia), aquesta època va marcar la seva celebració en gairebé totes les grans ciutats. El Festival de Cinema de Nova York, el Festival Internacional de Cinema de Karlovy Vary i el Festival Internacional de Cinema de Chicago van sorgir en aquest període. El Festival Internacional de Cinema de Toronto, que sol posicionar-se en segon lloc, per sota del Festival de Cannes en termes d'importància, va ser fundat aproximadament al final d'aquesta època, el 1976.

### Cinefília contemporània

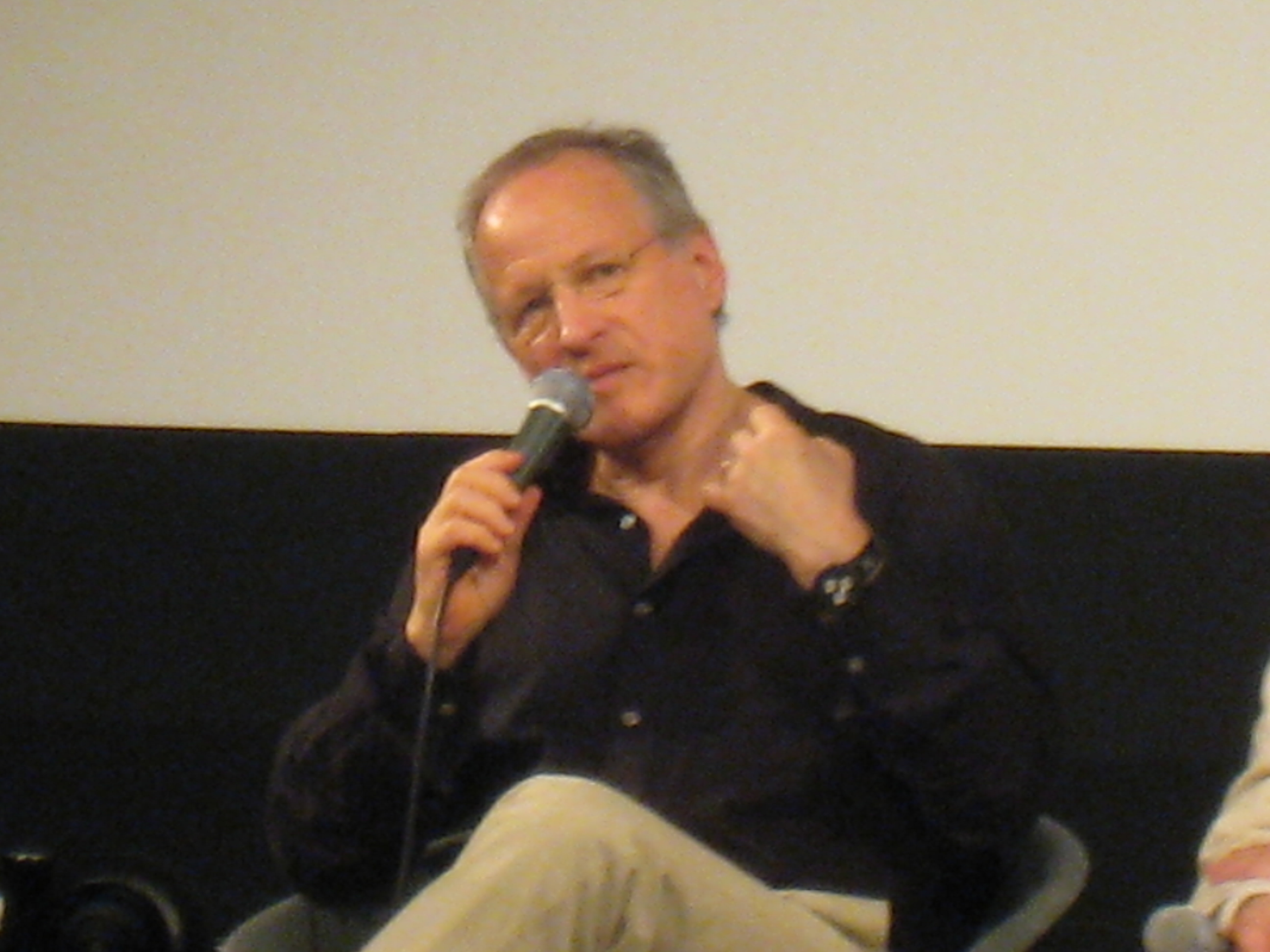
Encara que les seves pel·lícules han coincidit amb el seu èxit comercial, els cinèfils solen considerar el director nord-americà Michael Mann (fotografia de dalt a la Cinémathèque française el 2009) una important figura

Des del començament del segle xxi, els blocs han adquirit rellevància en la cultura cinèfila. Als països anglòfons, crítics i teòrics de prestigi com Dave Kehr, David Bordwell, Jonathan Rosenbaum, Glenn Kenny, Wheeler Winston Dixon i Adrian Martin, igual que cinèfils amateur com Girish Shambu i Acquarello, juguen papers clau per a fomentar i teories entre els cinèfils, en escriure i comunicar-se a través dels seus blocs. Els fòrums i el podcast s'han convertit en formes populars per agitar el debat, permetent que els cinèfils de diferents països i cultures discuteixin idees sobre el cinema.
Com va ser el cas de la cinefília francesa de l'època posterior a la guerra, la comunitat cinèfila internacional que s'ha desenvolupat a través d'Internet sovint fa èmfasi en les pel·lícules i figures que no tenen un fort reconeixement crític o popular, incloent-hi molts directors que treballen en cinema de gènere. Entre ells destaquem Abel Ferrara, Bela Tarr, Michael Mann, Apichatpong Weerasethakul, Park Chan-wook, Kiyoshi Kurosawa, Philippe Garrel, Pedro Costa, Lucrècia Martel i José Luis Guerin.

## La cinefília i la producció cinematogràfica

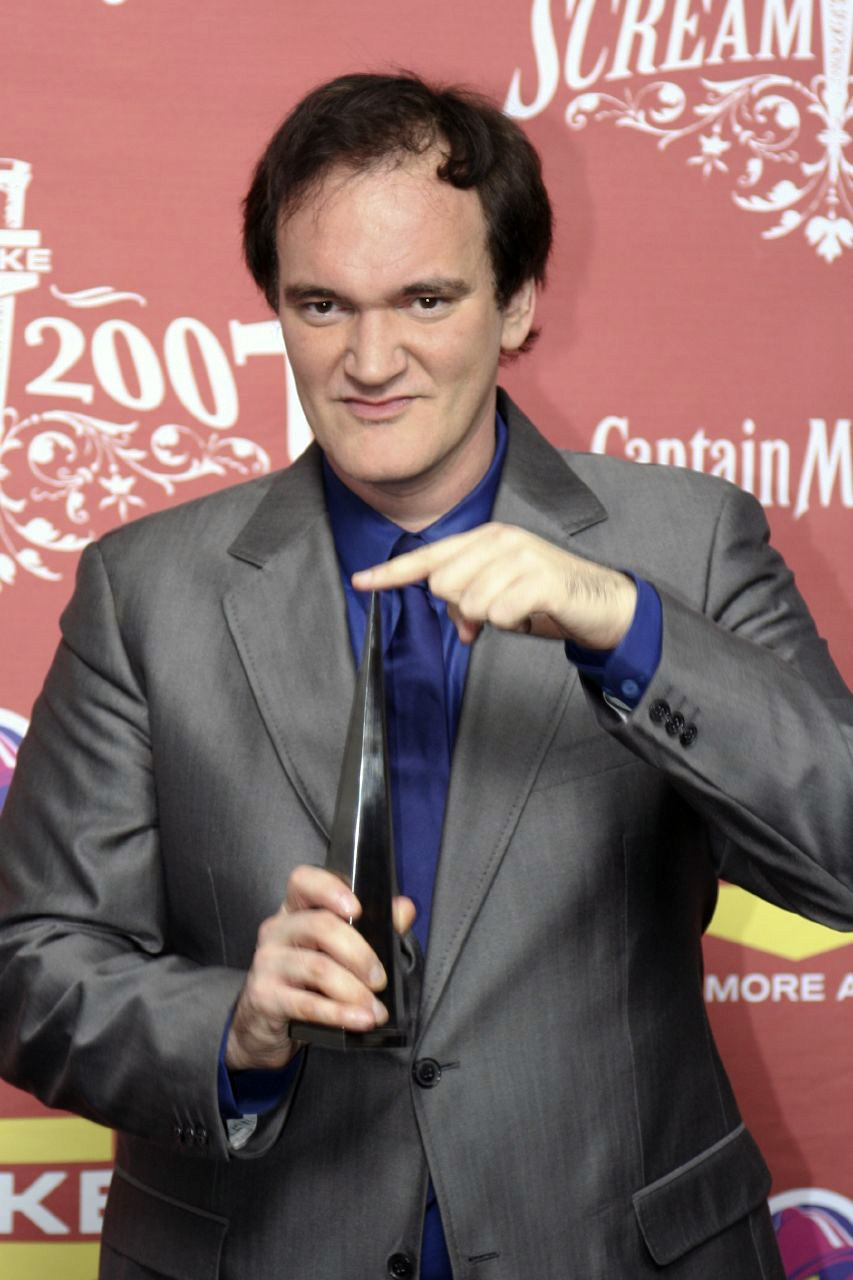
El director i cinèfil nord-americà Quentin Tarantino sovint fa referències a les seves obres a les pel·lícules i als directors que admira.

Al llarg de la història del cinema, hi ha hagut nombrosos directors que van desenvolupar la seva comprensió del cinema anant a veure pel·lícules i participant en comunitats i organitzacions de cinèfils, en lloc de fer-ho dins dels marcs formals de qualsevol escola o estudi de cinema. Entre els directors que van començar com a cinèfils s'inclouen Jean-Luc Godard, Claude Chabrol, François Truffaut, Quentin Tarantino, Ed Wood, André Téchiné, Pedro Costa, Jim Jarmusch, Paul Thomas Anderson, Wim Wenders, Wes Anderson, Éric Roh i Aki Kaurismäki.
Els directors de La nouvelle vague que van aprendre sobre la producció cinematogràfica assistint a les projeccions en cineclubs i discutint sobre pel·lícules entre ells, es veien sovint com a referents per als cinèfils. La seva voracitat intel·lectual, que equipara l'interès pel cinema amb sòlides interpretacions de la literatura, l'art i, de vegades, la filosofia, no ha deixat de tenir influència en els cinèfils. D'altra banda, hi ha directors subratllen la seva falta de cinefília o interès a les pel·lícules.
Abbas Kiarostami, Bruno Dumont, Michael Haneke i Bela Tarr, populars entre els cinèfils, sovint emfatitzen el seu desinterès pel cinema en entrevistes. Robert Bresson va adoptar una posició severament crítica pel que fa a la majoria de les pel·lícules, encara que antigament va ser membre del club cinematogràfic Objectif 49. Quan se li va demanar nomenar les deu millors pel·lícules de tots els temps per a la revista de cinema britànica "Sight & Sound", Bresson només va enumerar dues pel·lícules: va col·locar "Llums de la ciutat" de Charlie Chaplin en les dues primeres posicions, seguida per "La quimera de l'or" (també dirigida per Charlie Chaplin) en la tercera posició (en un referèndum de pel·lícules similar celebrat a Brussel·les el 1952, Bresson va enumerar set pel·lícules en total en les quals van ser incloses les mateixes dues de Charlie Chaplin i dues pel·lícules de Robert Flaherty).